# Diego Romero
Diego Romero (ur. 5 grudnia 1974 w Córdobie) – włoski, a wcześniej argentyński żeglarz sportowy, brązowy medalista olimpijski, dwukrotny medalista mistrzostw świata.
Brązowy medalista igrzysk olimpijskich w 2008 roku w barwach Włoch oraz dwukrotny uczestnik igrzysk (2000, 2004) w barwach Argentyny w klasie Laser.
Dwukrotny medalista mistrzostw świata, w 2005 zdobył srebro, a rok później brąz startując w barwach Argentyny.